# Liste du patrimoine immobilier classé de Belœil
Cette page regroupe l'ensemble du patrimoine immobilier classé de la ville belge de Belœil.
| Objet | Année de construction / Architecte | Adresse            | Section communale | Coordonnées                      | Numéro d’inventaire | Illustration                                                                                      |
| --- | ---------------------------------- | ------------------ | ----------------- | -------------------------------- | ------------------- | ------------------------------------------------------------------------------------------------- |
| Ensemble formé par le Square Gossart, à Belœil |                                    |                    | Belœil            | 50° 32′ 56″ nord, 3° 43′ 53″ est | 51008-CLT-0001-01   | Ensemble formé par le Square Gossart, à Belœil                                                    |
| Le château de Belœil, avec ses ailes et dépendances, pont et balustrades, les deux pavillons d'entrée, l'obélisque dédié par le Maréchal de Ligne à son fils Charles, l'hôtel de la Couronne, le Pavillon ou Temple de Pomone, le Temple de Morphée, |                                    |                    | Belœil            | 50° 33′ 07″ nord, 3° 43′ 43″ est | 51008-CLT-0002-01   | château de Beloeil                                                                                |
| Jardin classique, le potager et le jardin anglais du château de Belœil |                                    |                    | Belœil            | 50° 33′ 09″ nord, 3° 43′ 33″ est | 51008-CLT-0004-01   | Jardin classique, le potager et le jardin anglais du château de Belœil                            |
| Les groupes constituant la Fontaine de Neptune, sise dans le domaine de Belœil |                                    |                    | Belœil            | 50° 32′ 50″ nord, 3° 43′ 33″ est | 51008-CLT-0005-01   | Image manquanteTéléverser                                                                         |
| L'église Saint-Géry, à Aubechies |                                    |                    | Aubechies         | 50° 34′ 27″ nord, 3° 40′ 35″ est | 51008-CLT-0006-01   | L'église Saint-Géry, à Aubechies                                                                  |
| Cinq robiniers-faux acacias se trouvant dans une propriété sise rue Joseph Wauters, à Quevaucamps |                                    |                    | Quevaucamps       | 50° 31′ 32″ nord, 3° 41′ 04″ est | 51008-CLT-0009-01   | Cinq robiniers-faux acacias se trouvant dans une propriété sise rue Joseph Wauters, à Quevaucamps |
| L'église Saint-Pierre, à Ramegnies |                                    |                    | Ramegnies         | 50° 32′ 38″ nord, 3° 38′ 06″ est | 51008-CLT-0012-01   | L'église Saint-Pierre, à Ramegnies                                                                |
| La Mer de Sable, à Stambruges |                                    |                    | Stambruges        | 50° 29′ 53″ nord, 3° 43′ 09″ est | 51008-CLT-0015-01   | La Mer de Sable, à Stambruges                                                                     |
| Moulin à vent de Wadelincourt |                                    |                    | Wadelincourt      | 50° 32′ 11″ nord, 3° 39′ 13″ est | 51008-CLT-0016-01   | Moulin à vent de Wadelincourt                                                                     |
| Façades et toitures du château Daudergnies |                                    | Rue de la Victoire | Basècles          | 50° 31′ 49″ nord, 3° 38′ 52″ est | 51008-CLT-0017-01   | Façades et toitures du château Daudergnies                                                        |
| Le bâtiment abritant l'école primaire qui avoisine l'église Saint-Géry à Aubechies |                                    |                    | Aubechies         | 50° 34′ 28″ nord, 3° 40′ 35″ est | 51008-CLT-0018-01   | Image manquanteTéléverser                                                                         |
| Le site du domaine du château des Princes de Ligne |                                    |                    | Belœil            | 50° 31′ 29″ nord, 3° 41′ 57″ est | 51008-PEX-0001-01   | Le site du domaine du château des Princes de Ligne                                                |
| Le jardin classique, le potager et le jardin anglais du château des Princes de Ligne |                                    |                    | Belœil            | 50° 33′ 09″ nord, 3° 43′ 33″ est | 51008-PEX-0002-01   | Le jardin classique, le potager et le jardin anglais du château des Princes de Ligne              |